# Patrick Weimar
Patrick Weimar (* 26. November 1995 in Bayreuth) ist ein deutscher Fußballspieler.

## Karriere
Nach seinen Anfängen in der Jugend des ASV Oberpreuschwitz, der SpVgg Bayreuth, des 1. FC Eintracht Bamberg und nochmal der SpVgg Bayreuth wechselte er im Sommer 2011 in die Jugendabteilung des 1. FC Nürnberg. Für seinen Verein bestritt er 21 Spiele in der B-Junioren-Bundesliga und neun Spiele in der A-Junioren-Bundesliga, bei denen ihm insgesamt drei Tore gelangen. Im Sommer 2014 wurde er in den Kader der zweiten Mannschaft in der Regionalliga Bayern aufgenommen und verbrachte dort insgesamt zwei Spielzeiten. Im Sommer 2016 wechselte er innerhalb der Liga zurück zu seinem Jugendverein nach Bayreuth.
Am Ende der Spielzeit 2021/22 gelang ihm mit seiner Mannschaft der Aufstieg in die 3. Liga. Daraufhin verlängerte er dort seinen Vertrag um ein weiteres Jahr. Seinen ersten Profieinsatz hatte er am 17. September 2022, dem 9. Spieltag, als er beim 1:1-Auswärtsunentschieden gegen den VfB Oldenburg in der 87. Spielminute für Jann George eingewechselt wurde.
Ende Januar 2023 löste er seinen Vertrag in Bayreuth auf und wechselte zum Landesligisten TSV Neudrossenfeld.

## Erfolge
SpVgg Bayreuth
- Meister der Regionalliga Bayern und Aufstieg in die 3. Liga: 2021/22